# Liste der Kulturgüter in Ennetbürgen
Die Liste der Kulturgüter in Ennetbürgen enthält alle Objekte in der Gemeinde Ennetbürgen im Kanton Nidwalden, die gemäss der Haager Konvention zum Schutz von Kulturgut bei bewaffneten Konflikten, dem Bundesgesetz vom 20. Juni 2014 über den Schutz der Kulturgüter bei bewaffneten Konflikten sowie der Verordnung vom 29. Oktober 2014 über den Schutz der Kulturgüter bei bewaffneten Konflikten unter Schutz stehen.
Objekte der Kategorien A und B sind vollständig in der Liste enthalten, Objekte der Kategorie C fehlen zurzeit (Stand: 1. Januar 2023).

## Kulturgüter
| Foto | | Objekt                                                                                       | Kat. | Typ | Standort                                   | Beschreibung |
| ---- | --- | -------------------------------------------------------------------------------------------- | ---- | --- | ------------------------------------------ | --- |
| ja   | Datei hochladen · Wikidata zu Hammetschwandlift - Teil Ennetbürgen (Q121413302)                                         | Hammetschwandlift KGS-Nr.: 11749                                                             | A    | G   | Bürgenstock, Hammetschwand 672821 / 205966 | Das Objekt liegt teilweise auf dem Gemeindegebiet von Ennetbürgen (KGS-Nr. 11749) und Luzern (KGS-Nr. 3775) im Kanton Luzern. |
| BW   | Datei hochladen · Wikidata zu Bürgenstockkapelle (Q29786144)                                                            | Bürgenstockkapelle KGS-Nr.: 04172                                                            | B    | G   | Bürgenstock 27 671770 / 205552             | |
| BW   | Datei hochladen · Wikidata zu Ehemaliges Pfarrhaus (Q29786137)                                                          | Altes Pfarrhaus / Pfrundhaus KGS-Nr.: 04173                                                  | B    | G   | Stationsstrasse 2 674205 / 204264          | |
| ja   | Datei hochladen · Wikidata zu Katholische Kirche St. Anton (Q29786145)                                                  | Katholische Kirche St. Anton KGS-Nr.: 04174                                                  | B    | G   | Friedenstrasse 1.1 674233 / 204217         | |
| ja   | Datei hochladen · Wikidata zu Wallfahrtskapelle St. Jost am Bürgenberg mit Sigristenhaus und Eremitenklause (Q29786149) | Wallfahrtskapelle St. Jost am Bürgenberg mit Sigristenhaus und Eremitenklause KGS-Nr.: 04176 | B    | G   | St. Jost 1.2 675536 / 205562               | |
| BW   | Datei hochladen · Wikidata zu Hotel 1 (Palace Hotel), Bürgenstock - Teil Ennetbürgen (Q29786139)                        | Hotel 1 (Palace Hotel), Bürgenstock KGS-Nr.: 12252                                           | B    | G   | Bürgenstock 19 671634 / 205533             | Objekt liegt teilweise auf dem Gemeindegebiet von Ennetbürgen (KGS-Nr. 12252) und von Stansstad (Nr. 16831)                   |
| BW   | Datei hochladen · Wikidata zu Hotel 2, Bürgenstock (Q29786140)                                                          | Hotel 2 (Gübelin-Bazar), Bürgenstock KGS-Nr.: 12253                                          | B    | G   | Bürgenstock 15 671556 / 205517             | Objekt liegt teilweise auf dem Gemeindegebiet von Ennetbürgen (KGS-Nr. 12253) und von Stansstad (Nr. 16832)                   |
| BW   | Datei hochladen · Wikidata zu Hotel 3, Bürgenstock (Q29786143)                                                          | Hotel 3 (Club, neu: Alpine Spa), Bürgenstock KGS-Nr.: 12254                                  | B    | G   | Bürgenstock 11 671411 / 205461             | Objekt liegt teilweise auf dem Gemeindegebiet von Ennetbürgen (KGS-Nr. 12254) und von Stansstad (Nr. 16833)                   |
| ja   | Datei hochladen · Wikidata zu Hotel Villa Honegg (Q121848251)                                                           | Hotel Villa Honegg KGS-Nr.: 16863                                                            | B    | G   | Honegg 1.1 673351 / 205300                 | |
| BW   | Datei hochladen · Wikidata zu Wohnhaus (Q121864846)                                                                     | Wohnhaus KGS-Nr.: 16954                                                                      | B    | G   | Regenrüti 1 675574 / 205100                | |
| BW   | Datei hochladen · Wikidata zu Wohnhaus Unterer Baumgarten (Q121865133)                                                  | Wohnhaus Unterer Baumgarten KGS-Nr.: 16955                                                   | B    | G   | Buochlistrasse 675787 / 205243             | |
| BW   | Datei hochladen · Wikidata zu Garderobengebäude - Teil Ennetbürgen (Q121865533)                                         | Garderobengebäude KGS-Nr.: 17020                                                             | B    | G   | Bürgenstock 671295 / 205418                | Objekt liegt teilweise auf dem Gemeindegebiet von Ennetbürgen (KGS-Nr. 17020) und von Stansstad (Nr. 17019)                   |
| BW   | Datei hochladen · Wikidata zu Doppelwohnhaus Hirsacher (Q121872357)                                                     | Doppelwohnhaus Hirsacher KGS-Nr.: 17060                                                      | B    | G   | Stanserstrasse 38a 673695 / 204067         | |